# William Boyce
Pour les articles homonymes, voir Boyce.
Ne doit pas être confondu avec William D. Boyce.
William Boyce est un compositeur britannique, baptisé à Londres le 11 septembre 1711 et mort le 7 février 1779.

## Biographie
Choriste à douze ans, il devint apprenti organiste lorsque sa voix mua. Dans les années 1735 et 1736, Boyce fut organiste à la chapelle d'Oxford puis à Cornhill. Déjà son audition s'altérait lentement. En juin 1736 il devint compositeur à la Chapelle royale et composa de grands anthems, de la musique d'église et l'oratorio David's Lamentation over Saul and Jonathan. En 1739 il composa son Ode pour le jour de Sainte Cécile interprétée avec succès durant cinq années. En 1740 il composa un court opéra : Peleus and Thetis. En 1747 il publia ses sonates en trio pour deux violons et basse continue qui rencontrèrent un grand succès et furent remarquées par Haendel.
L'Université de Cambridge lui conféra son doctorat en musique le 3 juillet 1749 pour son anthem O be joyful. En 1750 les théâtres de Covent Garden et de Drury Lane rivalisent en présentant un Cortège funèbre pour Juliette (Roméo et Juliette). Grâce à la musique de Boyce la production de Drury Lane, dirigée par David Garrick, obtient plus de succès que celle de Covent Garden, sur une musique de Thomas Arne.
En 1757 Boyce succède à son maître, Maurice Greene, à la direction du festival des Sons of the Clergy à la cathédrale Saint-Paul et devint Master of the King's Music. Avec le King's Band, il produit régulièrement une ode pour célébrer la nouvelle année et une ode pour l'anniversaire du roi. Les ouvertures de ces odes, mais aussi des masques et musiques de scène, ont été reprises dans ses huit symphonies à la beauté délicate (1760).
En 1758, il est l'un des trois organistes de la Chapelle royale. En 1759, Boyce écrit sa célèbre chanson Heart of Oak commémorant les victoires contre la France. En 1760 fut publié le premier volume de la Cathedral Music, recueil de musique religieuse des plus célèbres compositeurs britanniques depuis les temps les plus anciens jusqu'au milieu du XVIIIe siècle, projeté par Greene et que termina Boyce.
En 1768 il abandonne peu à peu ses fonctions à cause de la dégradation de son ouïe. Ses douze ouvertures sont publiées en 1770.

## Principales œuvres
William Boyce laisse environ 180 œuvres.
- 12 Sonates en trio
- 3 Concerti grossi
- 12 Ouvertures
- 8 Symphonies
- 10 Voluntaries for Organ or Harpsichord, posthume
- Près de 60 Odes (Birthday ode for George III, King's ode for the New Year, Ode to St. Cecilia's Day, Pindar's Ode)
- Plus de 70 Anthems (By the Waters of Babylon, I have surely built thee an house, The King shall rejoice, O be joyful, O Give Thanks, O Praise the Lord, O Where shall Wisdom be found, The Lord is King, Turn thee unto me, Wherewithal shall a young man)
- Oratorio (David's Lamentation over Saul and Jonathan)
- Près de 100 solo songs (The Modest Petition, Tell me, lovely shepherd)
- Drames musicaux, masques, opéras et musiques de scène (The Chaplet, The Shepherd's Lottery, Corydon and Miranda, Peleus and Thetis, The Tempest, Harlequin's Invasion, or A Christmas Gambol)

Heart of Oak, vieille chanson des marins anglais, orchestrée par Boyce pour l'opéra Harlequin's Invasion, or A Christmas Gambol (1759), est devenue la marche officielle de la Royal Navy, ainsi que de la Marine royale canadienne, de la Royal Australian Navy et de la Royal New Zealand Navy.

## Pour découvrir Boyce
- Sur instruments anciens : 8 Symphonies par The English Concert dirigé par Trevor Pinnock
- Sur instruments modernes : Symphonies I-VIII par The Academy of Saint Martin-in-the-Fields, sous la direction de Neville Marriner.

## Partitions gratuites
- « William Boyce » (partitions libres de droits), sur l'IMSLP

## Décès et Hommage
William Boyce est décédé le 7 février 1779 et a été enterré sous le dôme de la cathédrale Saint-Paul. Lors de ses funérailles, les chœurs combinés de la cathédrale Saint-Paul, de l'abbaye de Westminster et de la Chapelle Royale ont chanté. L'une de ses compositions, une marche solennelle, a été jouée à l'orgue lors de la cérémonie.